# Горнє Ложине
Горнє Ложине (словен. Gornje Ložine) — поселення в общині Кочев'є, регіон Південно-Східна Словенія, Словенія. Висота над рівнем моря: 476,3 м.